# Monti di Dienten
I Monti di Dienten (in tedesco Dientener Berge) sono un gruppo montuoso delle Alpi Scistose Salisburghesi. Si trovano in Austria (Salisburghese). Prendono il nome dal comune di Dienten am Hochkönig che li delimita a nord.

## Classificazione
La SOIUSA li vede come un supergruppo alpino con la seguente classificazione:
- Grande parte = Alpi Orientali
- Grande settore = Alpi Nord-orientali
- Sezione = Alpi Settentrionali Salisburghesi
- Sottosezione = Alpi Scistose Salisburghesi
- Supergruppo = Monti di Dienten
- Codice = II/B-24.II-A

## Suddivisione
La SOIUSA li suddivide in due gruppi:
- Gruppo dell'Hundstein (1)
- Gruppo del Schneeberg (2)

## Monti

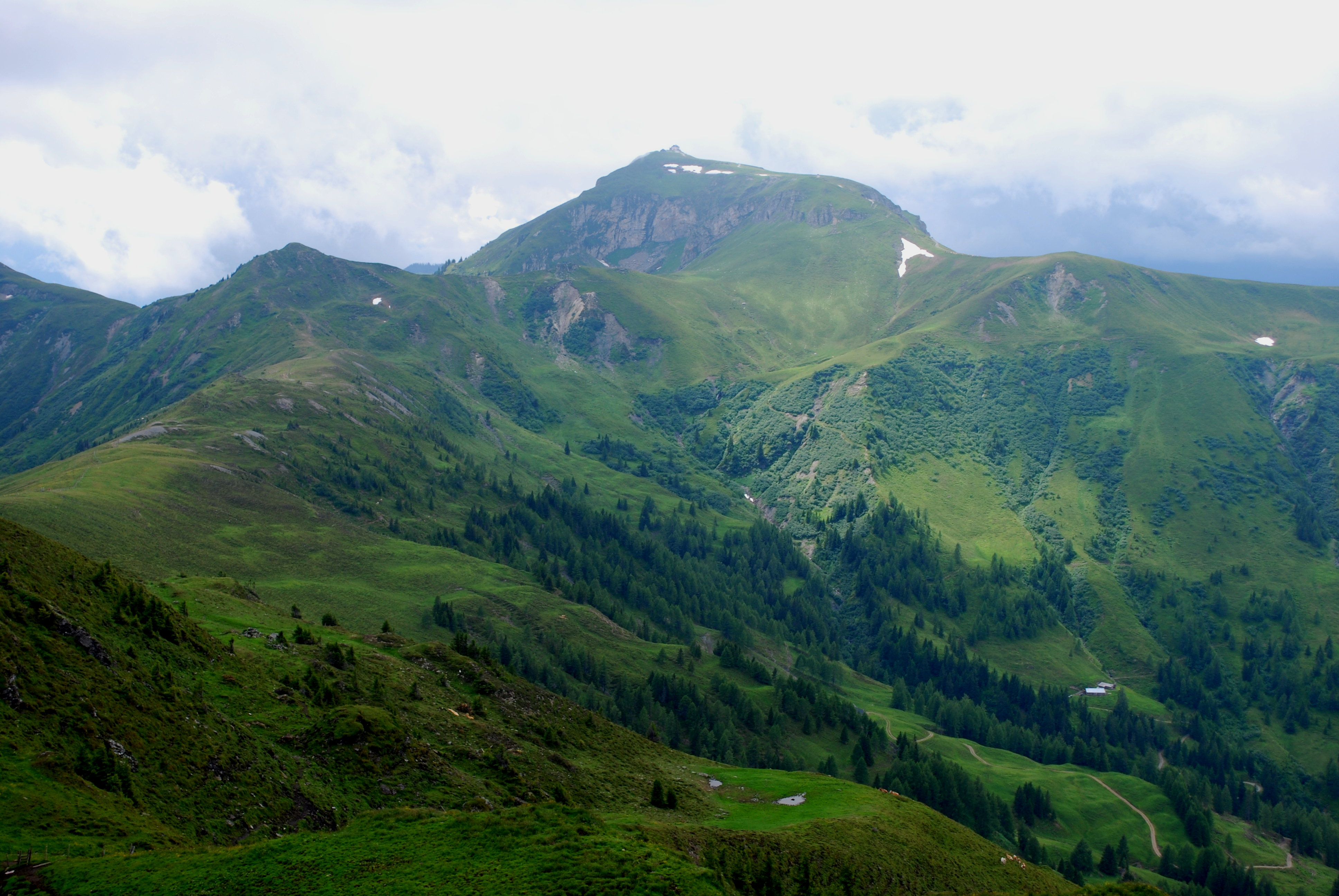
L'Hundstein.

I monti principali del gruppo sono:
- Hundstein - 2.117 m
- Hochkasern - 2.017 m
- Schwalbenwand - 2.011 m
- Schneebergkreuz - 1.938 m
- Gschwandtnerberg - 1.612 m